# André Caplet
André Caplet (ur. 23 listopada 1878 w Hawrze, zm. 22 kwietnia 1925 w Neuilly-sur-Seine) – francuski kompozytor i dyrygent.

## Życiorys
Uczył się gry na skrzypcach w Hawrze i od 12. roku życia grał w orkiestrze miejscowego teatru. W latach 1896–1899 studiował w Konserwatorium Paryskim, gdzie uczył się harmonii u Xaviera Lerouxa, akompaniamentu u Paula Vidala i kompozycji u Charlesa Lenepveu. W 1896 roku debiutował jako dyrygent. Od 1899 do 1910 roku był dyrektorem muzycznym Théâtre de l’Odéon. Za kantatę Myrrha otrzymał w 1901 roku nagrodę Prix de Rome. W 1907 roku poznał Claude’a Debussy’ego, z którym utrzymywał odtąd bliską przyjaźń. Podejmował się prac korektorskich i transkrypcji jego utworów. Zorkiestrował Le Martyre de Saint Sébastien i dyrygował jego paryską premierą w 1911 roku. W latach 1910–1914 dyrygował operą w Bostonie.
Uczestniczył w I wojnie światowej, w trakcie której został ofiarą ataku gazowego. Po rekonwalescencji nie powrócił do pełnego zdrowia i wycofał się z działalności publicznej.

## Twórczość
Przyjaźnił się z Debussym i był odpowiedzialny za orkiestrację wielu jego dzieł, poza Le Martyre de Saint Sébastien także m.in. Gigues, Children’s Corner i Pagodes. W swojej własnej twórczości z czasem wyzwolił się od wpływów Debussy’ego i zaczął poszukiwać własnego języka muzycznego, wprowadzając oryginalny, nieco mistycyzujący ton. Kompozycje Capleta cechują się kontrapunktowością i melodyjnością, łączą w sobie surowość i prostotę z nowoczesnością środków wyrazu.
Komponował utwory orkiestrowe, instrumentalne i sakralne, m.in. Epiphanie na wiolonczelę i orkiestrę (1923), Conte fantastique na harfę i kwartet smyczkowy według E.A. Poego (1919), Le miroir de Jésus na mezzosopran, chór żeński, harfę i instrumenty smyczkowe (1923).